# 小林司 (編集者)
小林 司（こばやし つかさ、6月27日生）は、日本の雑誌・書籍編集者。2019年現在、講談社フライデーデジタルチーム所属からアーティスト企画部へ異動、その後2024年9月クリエイターズラボへ異動。ミスiD実行委員長・選考委員。別名「妄撮P」。

## 経歴
講談社入社後、「FRaU」、「VoCE」と女性誌の編集に携わる。1998年、「VoCE」誌上で連載されていた『美人画報』（安野モヨコ）の初代担当編集者であった。連載は後に単行本化されている。
その後、副編集長として男性誌「KING」創刊に携わる。2006年、NY帰りの写真家・Tommyとのコンビで、グラビア「妄撮」の連載を開始。雑誌自体は2年余りで休刊となるが、2008年に連載をまとめた写真集「妄撮 モーサツ」がヒットしシリーズ化する。さらに、スマートフォンアプリや「an・an」（マガジンハウス）の「妄撮男子」、夢眠ねむを被写体とした「アキバ妄撮」（FREECELL特別号、角川グループパブリッシング）など、他社とコラボレートした企画にも編集、プロデューサーとして携わっている。コラボにとどまらずイベントやグッズ化にも取り組み、2013年には「an・an」で「美女の法則」というコラムを講談社社員でありながら半年間連載している。
2012年、「“新しいタイプの女の子”を発掘し、育てるオーディション企画」として、ミスiD（アイドル）を立ち上げる。当時はAKB48グループ等による“アイドル戦国時代”の影響で新人グラドルが全国区になる機会に恵まれず、東日本大震災が発生した2011年のミスマガジンにおいては最終入賞者が例年よりも1名減の4名に留まった。そうした状況に加え、TwitterやFacebookといったSNSの発達もあり、「グラビアやモデルといったカテゴリに収拾されない、雑誌も買わないいまの子たちに届くようなオーディションをやりたい」と企画したのがミスiDである。
ミスiDはまだ多様性という言葉がほぼ存在しない時代から多様性を前面に押し出した女の子オーディションで、初代グランプリの玉城ティナ（ミスiD2013グランプリ）、2代目の蒼波純（ミスiD2014グランプリ）をはじめ、chelmicoのレイチェル、金子理江、水野しず、黒宮れい、穂志もえか、菅本裕子、中井友望、ろるらり、新倉のあ、戦慄かなの、頓知気さきな、嵐莉菜、水曜日のカンパネラの詩羽、瞳水ひまり、などジャンルを超えた様々な女の子の世に出るきっかけになっている。2014年10月、『アイドリング!!!』（フジテレビONE・フジテレビ地上波）に出演した際は「アイドル界の目利き」と紹介された。2013年6月に『FRIDAY』副編集長に就任したが、2015年に第一事業局第一戦略部に異動、ミスiDを専任で担当することになった。アーティスト企画部を経て、2024年9月にクリエイターズラボへ異動。

## 書籍

### 妄撮シリーズ
- 妄撮 モーサツ（講談社、2008年6月12日）ISBN 978-4063077575
- 大堀恵×妄撮（講談社、2008年11月13日）ISBN 978-4063077629
- 妄撮☆Gold（講談社、2008年12月12日）ISBN 978-4063077612
- 読モーサツ（講談社、2009年6月12日）ISBN 978-4063077667
- ちび妄撮（講談社、2009年7月29日）ISBN 978-4063793604 ※「妄撮 モーサツ」のコンパクト版
- 妄撮シールブック（講談社、2009年12月5日）ISBN 978-4062159890
- 鈴木凛×妄撮（講談社、2010年4月1日）ISBN 978-4062162197
- 妄撮Blue（講談社、2010年7月22日）ISBN 978-4062164368
- FREECELL特別号 アキバ妄撮（角川グループパブリッシング、2011年8月31日）ISBN 978-4048940894
- 妄撮chocolate（講談社、2011年12月21日）ISBN 978-4062173797
- 妄撮男子（講談社、2012年3月10日）ISBN 978-4062176743
- 吉木りさ×妄撮 リア充だけがハッピーじゃない（講談社、2012年12月24日）ISBN 978-4062181662

### その他
- 水原希子フォトブック KIKO（講談社、2010年12月22日）ISBN 978-4062166980
- AAA 伊藤千晃フォトブック chercher（講談社、2011年12月15日）ISBN 978-4062174015
- 二階堂ふみフォトブック 進級できるかな。（講談社、2012年1月20日）ISBN 978-4062175036
- 杉原杏璃 写真集 30 vole de kyaa（講談社、2012年12月7日）ISBN 978-4062181006
- 比留川游 フォトブック DUALITY（講談社、2013年10月22日）ISBN 978-4062185301
- 美輪明宏 新装版 天声美語（講談社、2021年11月30日）ISBN 978-4065266526
- 水野しず 親切人間論（講談社、2023年4月1日）ISBN 978-4065313763
- femme fatale 戦慄かなの×頓知気さきな femme fatale ビジュアルブック（講談社、2023年6月9日）ISBN 978-4065315408

## イベント
トークライブ「俺の愛する女たち〜本人降臨しまくりスペシャル 」、「愛すべき女・女（めめ）たち」を開催している。
| 公演名                                                          | 公演日         | 会場                     | 出演者・ゲスト |
| --------------------------------------------------------------- | -------------- | ------------------------ | --- |
| 俺の愛する女たち2013〜本人降臨しまくりSP〜                      | 2013年12月27日 | 阿佐ヶ谷ロフトA          | カワイイ女の子大好き有識者：小林司、ポテト少年団菊地、愛☆まどんな 女の子スペシャルゲスト：杉原杏璃、橘ゆりか、夢眠ねむ、鈴木ふみ奈、小池花瑠奈、夏江紘実、daoko、ほのかりん、ナマコプリ（マコ・プリンシパル+及川なまこ）、MOMO、玉城ティナ オープニングアクト：放課後プリンセス |
| 俺の愛する女たち2014〜本人降臨しまくりスペシャル Vol.2〜        | 2014年4月3日   | ロフトプラスワン         | 女の子大好き有識者：小林司、ポテト少年団菊地、日笠麗奈、有識者見習い：レイチェル ゲスト：大森靖子、荻野可鈴、倉持由香、小宮一葉、椎木里佳、Chu-Z、東佳苗、古関れん、恋汐りんご（バンドじゃないもん!）、清水みさと、蒼波純                                                       |
| 妄撮P オレの愛する女たち2014〜本人降臨しまくりスペシャルvol.3〜 | 2014年2月8日   | ロフトプラスワン         | 出演：小林司、渡賀レイチェル あの（ゆるめるモ!）、アリスムカイデ、うちだゆうほ、遠藤舞、染谷有香、chelmico、ちゃんもも◎（バンドじゃないもん!）、夏目花実、菜乃花、noraneko/兎丸愛美、はちみつ。、りりか                                                                         |
| 妄撮P おれの愛する女たち 〜本人降臨しまくりスペシャルvol.4〜    | 2016年2月10日  | ロフトプラスワン         | 出演：小林司、増澤璃凜子 ゲスト：青山ひかる、杉野静香、永遠、南菜生（PassCode）、武田杏香、井上唯・矢川葵（Maison book girl）、本郷杏奈 |
| 6月のおれの愛する女たち（第5回）                                | 2016年6月7日   | ロフトプラスワン         | 出演：小林司、古関れん ゲスト：鎌田紘子・美月リカ（宗教法人マラヤ）、工藤ちゃん、清水あいり、大部彩夏、園都、早桜ニコ・優雨ナコ（クマリデパート）、黒宮れい |
| 愛すべき女・女（めめ）たち vol.6                                | 2016年9月9日   | LOFT9 Shibuya            | 出演：小林司、古関れん ゲスト：石神澪、シバノソウ、瀬都あく（アシモフが手品師、元あヴぁんだんど）、月乃雫（元杉野静香）、平松可奈子、ほのかりん、花雨、人妻幸子。、工藤ちゃん                                                                                                   |
| 愛すべき女・女（めめ）たち vol.7                                | 2016年12月12日 | ロフトプラスワン         | 出演：小林司 ゲスト：石原佑里子、中尾有伽、HAL(The Mash)、間宮まに（ヤなことそっとミュート）、山科ティナ、吉橋亜理砂（当時愛乙女☆DOLL、現Ange☆Reve）、馬場ふみか、戸田真琴 |
| 愛すべき女・女（めめ）たち vol.8                                | 2017年2月2日   | 東京カルチャーカルチャー | 出演：小林司 菅野結以、天木じゅん、凰かなめ、中郡暖菜、中村ちひろ（禁断の多数決）、白瀬百草、川崎あや |
| 愛すべき女・女（めめ）たち vol.9                                | 2018年3月29日  | LOFT9 Shibuya            | 出演：小林司、増澤璃凜子 佐藤ノア、南菜生、リオ（ミスiD2018）、なつか、小倉由菜 |
| 愛すべき女・女（めめ）たち vol.10                               | 2019年1月29日  | LOFT9 Shibuya            | 出演：小林司、南菜生 ゲスト：鎌田紘子、小日向結衣、komugi、関根ささら（放課後プリンセス）、真島なおみ、三井飴葉（HAMIDASYSTEM）、町田彩夏、琴海りお |

## 備考
「女子力」は、安野モヨコが「VoCE」2000年10月号掲載の『美人画報スペシャル』で使用したのが最初とされているが、この言葉の誕生に小林が関与している。小林夫妻は安野の広島県への取材旅行に同行していたが、小林の妻の行動に対して、「かわいすぎるぜ!!嫁に欲しい!!どうだ俺の嫁にならないか。もう、完全にこっちが男に変わってしまうほどの女子力です。」と書いている。